# جلجدود
جلجدود (به عربی: جلجدود) یک منطقهٔ مسکونی در سومالی است که در Galmudug واقع شده‌است. جلجدود ۸۰۰٬۰۰۰ نفر جمعیت دارد.